# エヌ・アンド・イー
エヌ・アンド・イー株式会社（えぬ・あんど・いー）、英文社名 N&E Co.,Ltd.）は、日本製紙と永大産業の合同出資会社。主にMDF(NEOボード)の製造を手掛ける。

## 沿革
- 1995年（平成7年）4月 資本金10億円にて、日本製紙および永大産業の合同出資会社として発足。
- 1996年（平成8年）6月 資本金を30億円に増資。同年10月国内最大を誇るMDF製造ライン完成。
- 1997年（平成9年）1月 NEOボードの営業生産開始。国内4社目のMDF製造会社となる。
- 1998年（平成10年）7月 親会社が日本製紙(株)から(株)パルに変更。
- 2001年（平成13年）5月 JISマーク(JIS A 5905 認定番号 702001)取得。
- 2002年（平成14年）10月 資本金を37億5,000万円に増資。
- 2004年（平成16年）10月 間伐材マーク取得(認定番号K0409161)
- 2005年（平成17年）11月 木材表示推進協議会への加盟認可(No.356001)
- 2006年（平成18年）9月 ３９グリーンスタイルマーク取得(A-(1)-060017)、同年12月とくしま森とみどりの会と『とくしま森を守るパートナーシップ協定書』に調印
- 2008年（平成20年）7月 新JISマーク認証取得(JIS A 5905 繊維板)
- 2009年（平成21年）6月 ISO 9001:2008 登録
- 2010年（平成22年）3月 徳島木材認証制度 登録 (認定番号：徳木機構第137号)、同年10月 親会社が(株)パルから(株)パルウッドマテリアルに社名変更。「緑の循環」認証会議(SGEC) CoC認定 (認定番号：JAFTA-W103)
- 2011年（平成23年）2月 みなとモデル二酸化炭素固定認証制度　登録
- 2012年（平成24年）4月 ISO 14001:2004 登録。同年7月　親会社が(株)パルウッドマテリアルから日本製紙木材(株)に変更。
- 2017年（平成29年）2月 資本金4億5千万円に減資。同年3月 とくしま協働の森林づくり推進機構と「とくしま協働の森づくりパートナーシップ協定書」に調印。徳島県木材協同組合連合会　賛助会員として加入
- 2020年（令和2年）4月 構造用MDFのJIS認証取得

## 株主
- 日本製紙木材　70.0%
- 永大産業　　　30.0%